# 3e Regiment Grenadiers te voet van de Keizerlijke Garde

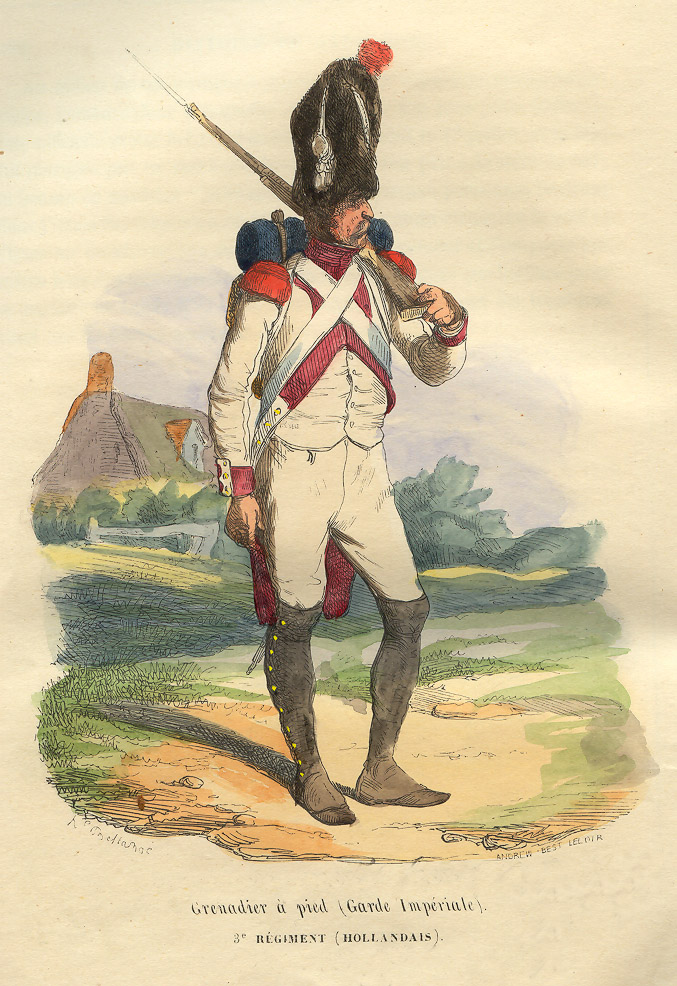
Grenadier van het 3e Regiment Grenadiers te voet van de Keizerlijke Garde.

Het 3e Regiment Grenadiers te voet van de Keizerlijke Garde (Frans: 3e régiment de grenadiers à pied de la Garde impériale) of Les Grenadiers Hollandais was tussen 1810 en 1813 een eliteregiment van grenadiers van de Keizerlijke Garde van Napoleon Bonaparte. Het uit Nederlanders bestaande regiment vond zijn oorsprong in de garde van koning Lodewijk Napoleon, maar werd na de inlijving van het Koninkrijk Holland in het Eerste Franse Keizerrijk toegevoegd aan de keizerlijke garde van Napoleon. Na een verandering van regimentsnummer in 1811, nam het 3éme de grenadiers deel aan de veldtocht van Napoleon naar Rusland. Gedurende deze veldtocht werd het regiment vrijwel geheel gedecimeerd, waarna het in 1813 werd ontbonden. Als een van de weinige regimenten binnen de Grande Armée, droegen de Grenadiers Hollandais een wit uniform.

## Ontstaansgeschiedenis
Per decreet bepaalde Napoleon op 9 juli 1810 dat het Koninkrijk Holland werd ontbonden en haar gebieden werden ingelijfd in het Eerste Franse Keizerrijk. Artikel vier van het decreet stelde dat de koninklijke garde van voormalig koning Lodewijk Napoleon, bestaande uit één regiment Huzaren, één regiment Chasseurs-à-Pied, één regiment Grenadiers en één regiment Artillerie, zou worden toegevoegd aan de keizerlijke garde van Napoleon. Deze prestigieuze positie die Napoleon aan de Nederlandse regimenten verleende, moet in het licht worden gezien van pogingen van de keizer om de Nederlandse soldaten in grotere mate aan zich te binden en het Nederlandse volk welwillend te stellen tegenover zijn bewind.
Napoleon beval op 31 juli 1810 dat de voltallige koninklijke garde zich naar Parijs zou begeven, om daar bij aankomst in de Grande Armée opgenomen te worden. Alvorens zij uit Nederland vertrok, hield de garde onder grote publiekelijke belangstelling op 1 augustus een parade over de Maliebaan in Utrecht. Op 5 augustus volgde een militaire inspectie onder het oog van de uit Amsterdam overgekomen intendant-generaal Comte Daru. Onder begeleiding van Franse gendarmerie om desertie te voorkomen, begon de garde uiteindelijk in de vroege ochtend van 8 augustus haar mars richting Parijs. Na een reis van ruim twee weken, arriveerde de koninklijke garde op 23 augustus in Parijs. Bij het paleis van Saint-Cloud nam de garde in de avond van 1 september deel aan een met fakkels verlichte parade, waarbij ook Napoleon aanwezig was.

#### Reorganisatie Regiment Grenadiers
Begin september 1810 werd per decreet duidelijk dat het Nederlandse garderegiment van grenadiers zou worden hervormd tot het 2ème Régiment de grenadiers à pied de la Garde impériale. Zij ging daarmee samen met het Franse 1er régiment de grenadiers à pied de la Garde impériale en het Franse 1er régiment de chasseurs à pied de la Garde impériale behoren tot de zogenaamde 'Oude Garde' (Frans: Vieille Garde) van de keizerlijke garde. Ter viering van deze overgang naar de 'Oude Garde' vond op 6 september voor het Nederlandse regiment een welkomstfeest plaats in Versailles, waar de overige regimenten van de 'Oude Garde' gestationeerd waren. In de loop van de avond liep dit feest volledig uit de hand, waarbij dronken gardisten de straten van Versailles onveilig maakten, vechtpartijen uitbraken en vrouwen werden belaagd. Pas tegen middennacht lukte het de lokale politie om de orde te herstellen.
Op 21 september 1810 werd in Versailles het 2éme de grenadiers officieel door Maréchal Bessières geïnaugureerd. Het uit twee bataljons (of acht compagnies) bestaande regiment telde op papier 1.600 man, maar had bij haar inauguratie een werkelijke sterkte van 1.443 man, waarvan 46 officieren, 95 onderofficieren, 16 sappeurs, 40 muzikanten, 153 rekruten (Frans: Pupilles) en 1.093 grenadiers. Om op volledige sterkte te komen werd het regiment aangevuld met Franse officieren en uit de Rijnbond afkomstige Duitse veteranen. Ondanks deze aanvullingen behield het regiment voor een groot deel haar Nederlandse karakter. Ook het leeuwendeel van haar bevelvoerende officieren bleef van Nederlandse origine, zoals Colonel Tindal, Major Duuring en Capitaine de Quaij.
De toenemende dreiging van een nieuwe oorlog tegen Rusland, zette Napoleon in mei 1811 ertoe om zijn keizerlijke garde verder uit te breiden. Op 18 maart 1811 verordende hij de oprichting van een geheel nieuw Frans garderegiment van grenadiers, dat het regimentsnummer '2' van de Grenadiers Hollandais zou overnemen. Het regiment Nederlandse grenadiers werd als gevolg van dit besluit herdoopt als het 3e régiment de grenadiers à pied de la Garde impériale en is met deze naam de geschiedenisboeken ingegaan. Naast het regimentsnummer, nam het nieuwe Franse 2éme de grenadiers ook de erepositie van lid van de 'Oude Garde' binnen de keizerlijke garde over, waarna het Nederlandse 3éme de grenadiers werd gedegradeerd naar de zogenaamde 'Midden Garde' (Frans: Moyenne Garde). Op 30 juni 1811 ontving het 3éme de grenadiers na een plechtige ceremonie en parade bij het Tuilerieënpaleis uit de handen van Napoleon haar adelaar; een keizerlijk regimentsembleem dat met het leven moest worden verdedigd.

## Russische Veldtocht

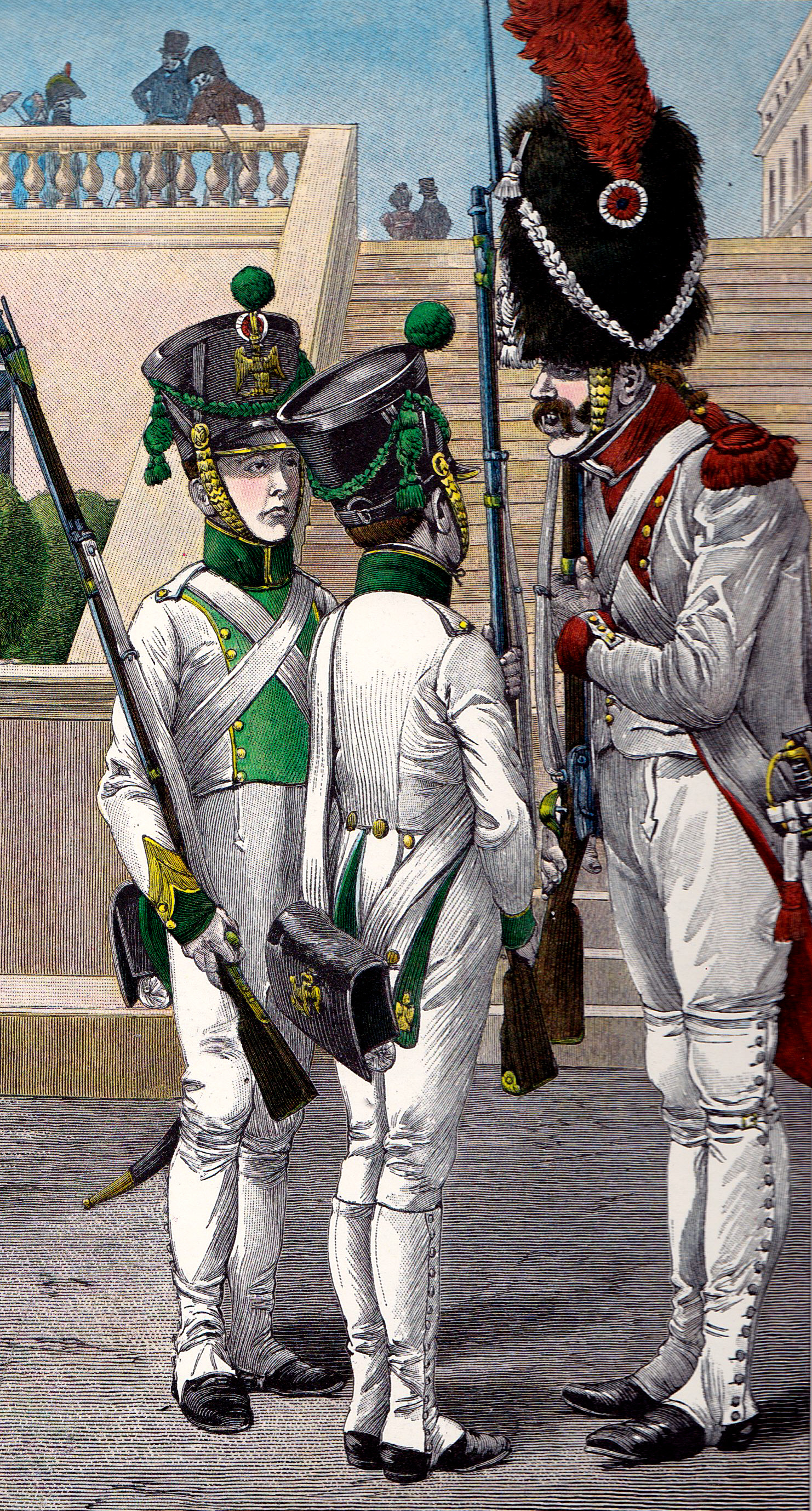
Twee rekruten (Frans: Pupilles) en grenadier van het 3e Regiment Grenadiers te voet van de Keizerlijke Garde.

In de periode van september 1810 tot en met februari 1812 werd de 3éme de grenadiers primair ingezet voor kazerne- en garnizoensdiensten in Parijs. Daarnaast rouleerde ze met de overige regimenten van de keizerlijke garde in het bewaken van het keizerlijk paleis te Versailles. Keizerin Marie Louise zou extra gesteld op de Grenadiers Hollandais als wacht zijn geweest, omdat de witte uniformen van de grenadiers haar aan haar thuisland Oostenrijk deden denken. Ook namen de grenadiers in deze periode deel aan verschillende parades ter viering van speciale gebeurtenissen, zoals de geboorte van Napoleon II op 20 maart 1811 en de doop van Napoleon II op 9 juni 1811.

#### Zomercampagne naar Rusland
Ter voorbereiding op de Veldtocht van Napoleon naar Rusland, vertrok op 20 februari 1812 het 3éme de grenadiers als onderdeel van de 3e divisie onder leiding van Comte Curial richting Metz. Vanuit Metz arriveerde zij op 9 april in Würzburg en vervolgens op 23 april in Dresden. Hier sloten de overige regimenten van de garde afkomstig uit Italië en Spanje zich aan, waarna maarschalk Lefebvre het bevel over de gehele keizerlijke garde op zich nam. In Dresden werden ruim 200 vrouwen aan het 3éme de grenadiers toegevoegd, die dienst deden als Marketentster en binnen het regiment de bereiding en distributie van maaltijden verzorgden (Frans: Vivandières). Via Głogów en Poznań arriveerde het regiment op 14 juni in Toruń, waar Napoleon zijn hoofdkwartier gevestigd had. Op 20 juni bevond het regiment zich in Insterburg, dicht bij de grens van het Russische keizerrijk.
Met de oversteek van de Memel op 24 juni 1812 begon officieel de aanval op Rusland. Binnen vier dagen bereikten de colonnes van de Grande Armée het geëvacueerde Vilnius, waar het 3éme de grenadiers samen met vier regimenten van de 'Jonge Garde' (Frans: Jeune Garde) van de keizerlijke garde werd gestationeerd. Op 19 juli vervolgde het Franse leger haar opmars richting Smolensk, wat een zware tocht bleek vanwege de door het Russische leger gehanteerde Tactiek van de verschroeide aarde. Ook het 3éme de grenadiers kon bij haar aankomst in Smolensk op 16 augustus nog maar op een totale sterkte van iets meer dan 1.000 man rekenen; een verlies van ruim 600 man door ziekte, honger en desertie sinds haar vertrek uit Dresden. Bij de daaropvolgende Slag bij Smolensk werd de gehele keizerlijke garde door Napoleon in reserve gehouden. Major Duuring van het 3éme de grenadiers schreef hierover aan zijn broer Gerrit:
De Keizer liet ons vragen om met dubbele passen te komen en de fusillade was aan den gang in de nabijheid; dan wij marcheerden op een plateau op, achter den Keizer, waar wij den gantschen dag met het geweer in den arm bleven staan zonder iets te doen.
De Grande Armée verliet op 24 augustus Smolensk, waarna op 7 september de Slag bij Borodino volgde. Opnieuw koos Napoleon ervoor om, tegen de wens van veel van zijn generaals in, de keizerlijke garde niet op het slagveld in te zetten. Het gehavende Franse leger trok op 14 september Moskou binnen, maar zou al binnen één maand door tekorten aan voedsel en aangestoken branden noodgedwongen de stad weer te verlaten. De staat van het 3éme de grenadiers was ook verder verslechterd; op 10 oktober beschikte het regiment nog maar over een totale sterkte van 700 man, zonder ook maar aan één veldslag deelgenomen te hebben. Op 19 oktober 1812 blies Napoleon officieel de aftocht uit Moskou en zette koers richting Smolensk, waar genoeg voorraden waren om het Franse leger gedurende de winter te laten bivakkeren.

#### Slag bij Krasnoi
Het falen van het Franse leger om Kaloega in te nemen na de Slag bij Malojaroslavets op 24 oktober 1812, dwong Napoleon om dezelfde weg terug tussen Moskou en Smolensk te nemen als over welke hij in eind augustus was gekomen. De combinatie van constante aanvallen van Russische kozakken en partizanen, het algemene gebrek aan voedsel en kookgerei en de Russische winterkou, had tot gevolg dat de terugtocht naar Smolensk zich voor de Grande Armée in een ware ramp ontvouwde. Op 8 november werd Smolensk bereikt, maar de dreiging van een mogelijke omsingeling door de Russische legers van Koetoezov deed Napoleon besluiten de terugtocht voort te zetten naar Minsk. Ervan overtuigd dat de Russen niet genoeg sterkte hadden om een serieuze aanval op te zetten, beval Napoleon zijn legerkorpsen een voor een Smolensk te verlaten, in plaats van als één gecombineerd geheel.

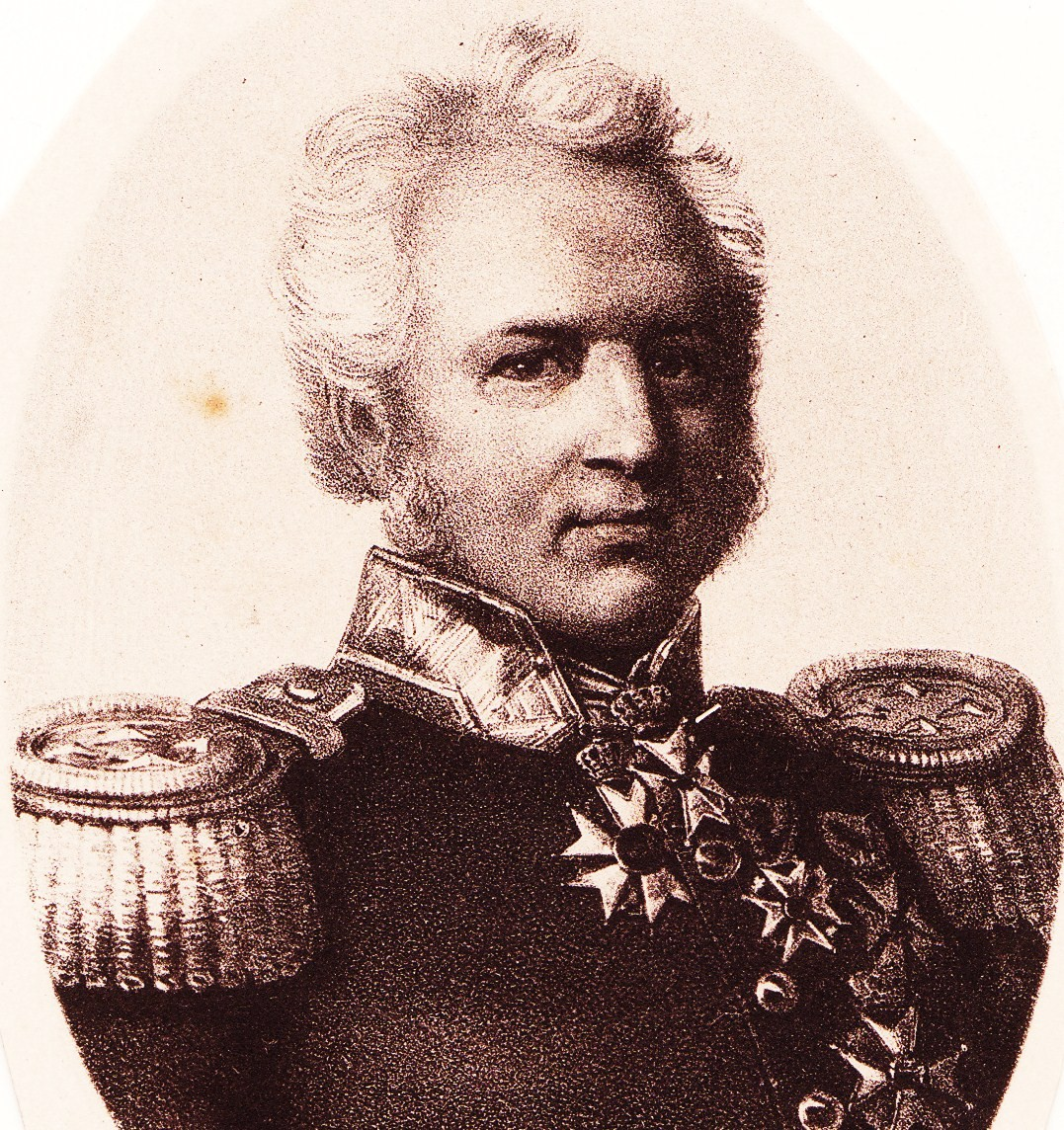
Colonel Ralph Dundas Tindal (vanaf 1813 General-de-Brigade) was in de periode van 1810 tot en met 1813 regimentscommandant van het 3éme de grenadiers. Hij behoorde tot de weinige overlevenden van de Russische veldtocht. Hier in later Nederlands uniform afgebeeld.

Op 15 november 1812 vielen rond Krasnoi meerdere Russische legers de verspreide Franse legerkorpsen aan. Napoleon probeerde zijn Grande Armée in Krasnoi te hergroeperen, waarbij hij werd gedwongen zijn keizerlijke garde in te zetten om verschillende omsingelde Franse legerkorpsen te ontzetten. In de ochtend van 17 november deed het 1e korps onder maarschalk Davout, dat als een van de laatste Franse korpsen Smolensk had verlaten, een poging de Russische linies te doorbreken en zich bij Napoleon in Krasnoi aan te sluiten. Om deze doorbraak te ondersteunen namen 6.000 keizerlijke gardisten van de 'Jonge Garde' en enkele regimenten van de 'Middel Garde', waaronder het 3éme de grenadiers, stelling in het nabijgelegen Uvarovo.
De Russische cavaleriegeneraal Golitsyn beoogde Uvarovo in te nemen, maar werd buiten het dorp vertraagd door een tegenaanval van garde-voltigeurs en het 3éme de grenadiers. Afgesneden van hulp, wisten de in carré-formatie opgestelde Nederlandse grenadiers zich drie uur staande te houden tegen charges van Russische kurassiers en infanteristen. Pas nadat hun volledige munitie was verschoten, trokken de Nederlanders zich onder constant artillerievuur en met zware verliezen terug in de richting van Uvarovo.
Ondanks dat het Napoleon na drie dagen aan gevechten lukte zijn leger bij Krasnoi van een totale ondergang te behoeden, verloren de Franse duizenden soldaten. Ook de daaropvolgende Slag aan de Berezina op 26 november dunde het terugtrekkende Franse leger nog verder uit.

#### Ontbinding
Bij aankomst in Vilnius op 6 december 1812 had het 3éme de grenadiers nog maar een totale sterkte van 41 man; ruim 500 Nederlandse grenadiers hadden de opoffering bij Uvarovo niet overleefd. Van de 1.600 uit Parijs vertrokken grenadiers in februari 1812, overleefden in totaal 97% de Russische veldtocht niet. Gedecimeerd van haar officieren en veteranen en zonder enige kans op aanvulling vanuit Nederland, werd dan ook op 15 februari 1813 het 3e Regiment Grenadiers te voet van de Keizerlijke Garde officieel ontbonden. De resterende Grenadiers Hollandais werden over andere garderegimenten verdeeld, waaronder de Chasseurs-à-Pied de la Garde impériale en Fusilier-Grenadiers de la Garde impériale.

## Uniform
Op 23 augustus 1810 marcheerden de uit Utrecht vertrokken grenadiers in hun nog originele 'Hollandse uniform' Parijs binnen. Dit uniform bestond uit een witte rok en pantalon, rode kraag en uitmonstering, goudkleurige lissen op de kraag, rabatten en mouwopslagen, grenadiersmuts van zwart berenhaar met een hoge roodgetopte pluim en een hemelsblauwe kapotjas. Bij de overgang in het 2éme de grenadiers en later 3éme de grenadiers werd dit originele uniform grotendeels behouden. Alleen vormen van verwijzingen naar het vroegere koninkrijk Holland, zoals de gouden knopen met daarop een leeuwenteken, werden vervangen door Franse adelaars. De witte uniformen van de Nederlandse grenadiers vormden een opvallende uitzondering tussen de veelal in blauw geklede infanterieregimenten van de Grande Armée.